# Stavanger/Sandnes
Stavanger/Sandnes ist ein Tettsted in den norwegischen Kommunen Stavanger, Sandnes, Sola und Randaberg in der Provinz (Fylke) Rogaland. Der Tettsted hat 239.055 Einwohner (Stand: 1. Januar 2024) und ist damit der drittgrößte Norwegens.

## Geografie und Einwohner
Stavanger/Sandnes ist ein sogenannter Tettsted, also eine Ansiedlung, die für statistische Zwecke als eine städtische Siedlung gewertet wird. Nach Oslo und Bergen ist Stavanger/Sandnes der Tettsted mit den drittmeisten Einwohnern in Norwegen. Der Tettsted erstreckt sich über die südwestnorwegischen Kommunen Stavanger, Sandnes, Sola und Randaberg. Von den insgesamt 239.055 Einwohnern leben 138.324 in Stavanger, 66.963 in Sandnes, 23.492 in Sola sowie 10.276 in Randaberg.
| Kommune   | Einwohner des Tettsteds 1. Januar 2024 | Einwohner der Kommune 1. Januar 2025 | Fläche des Tettsteds 1. Januar 2024 | Fläche der Kommune 1. Januar 2025 |
| --------- | -------------------------------------- | ------------------------------------ | ----------------------------------- | --------------------------------- |
| Stavanger | 138.324                                | 150.123                              | 41,59 km²                           | 262,22 km²                        |
| Sandnes   | 66.963                                 | 84.908                               | 23,04 km²                           | 1.040,61 km²                      |
| Sola      | 23.492                                 | 29.153                               | 11,88 km²                           | 69,05 km²                         |
| Randaberg | 10.276                                 | 11.795                               | 3,52 km²                            | 24,72 km²                         |
| Gesamt    | 239.055                                | –                                    | 80,03 km²                           | –                                 |

Das Gebiet in Randaberg stellt dabei das nordwestliche, das Gebiet in Sola das westliche und das in Sandnes das südliche Stadtgebiet dar. Fast das gesamte Stadtgebiet liegt westlich des Fjords Gandsfjorden, der sich von Norden in das Land einschneidet. An dessen südlichem Ende liegt das Zentrum von Sandnes. Das Zentrum von Stavanger liegt hingegen weiter nördlich an der Mündung des Fjords. Das dortige Zentrum erstreckt sich auch über mehrere Inseln, die durch den Byfjord vom Festland getrennt sind.

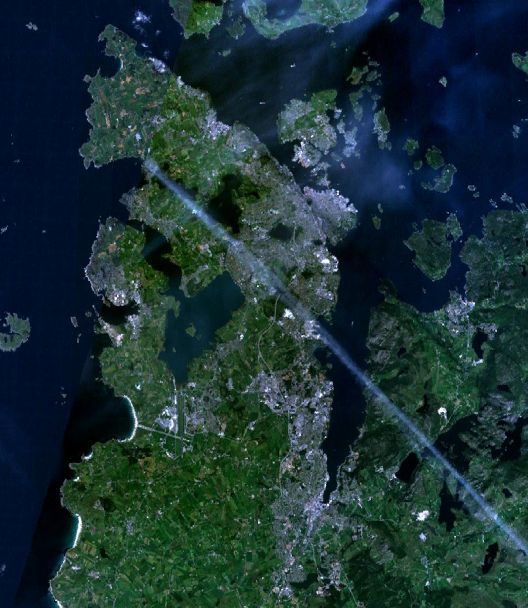
Satellitenbild der Region
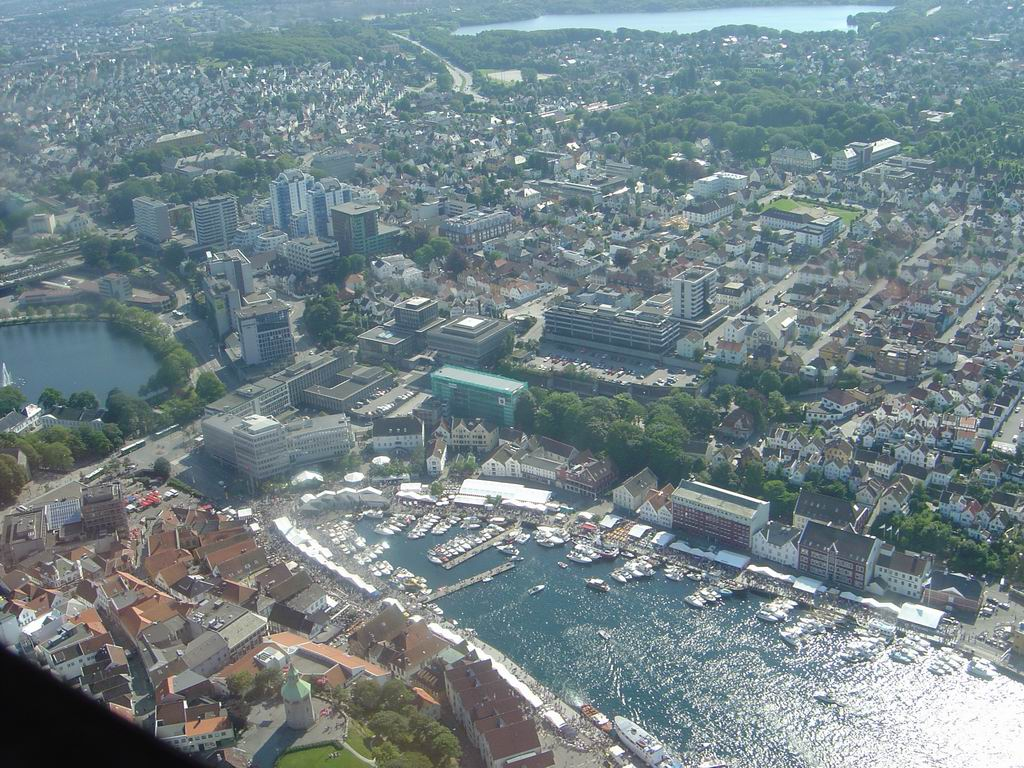
Luftbild vom Zentrum von Stavanger
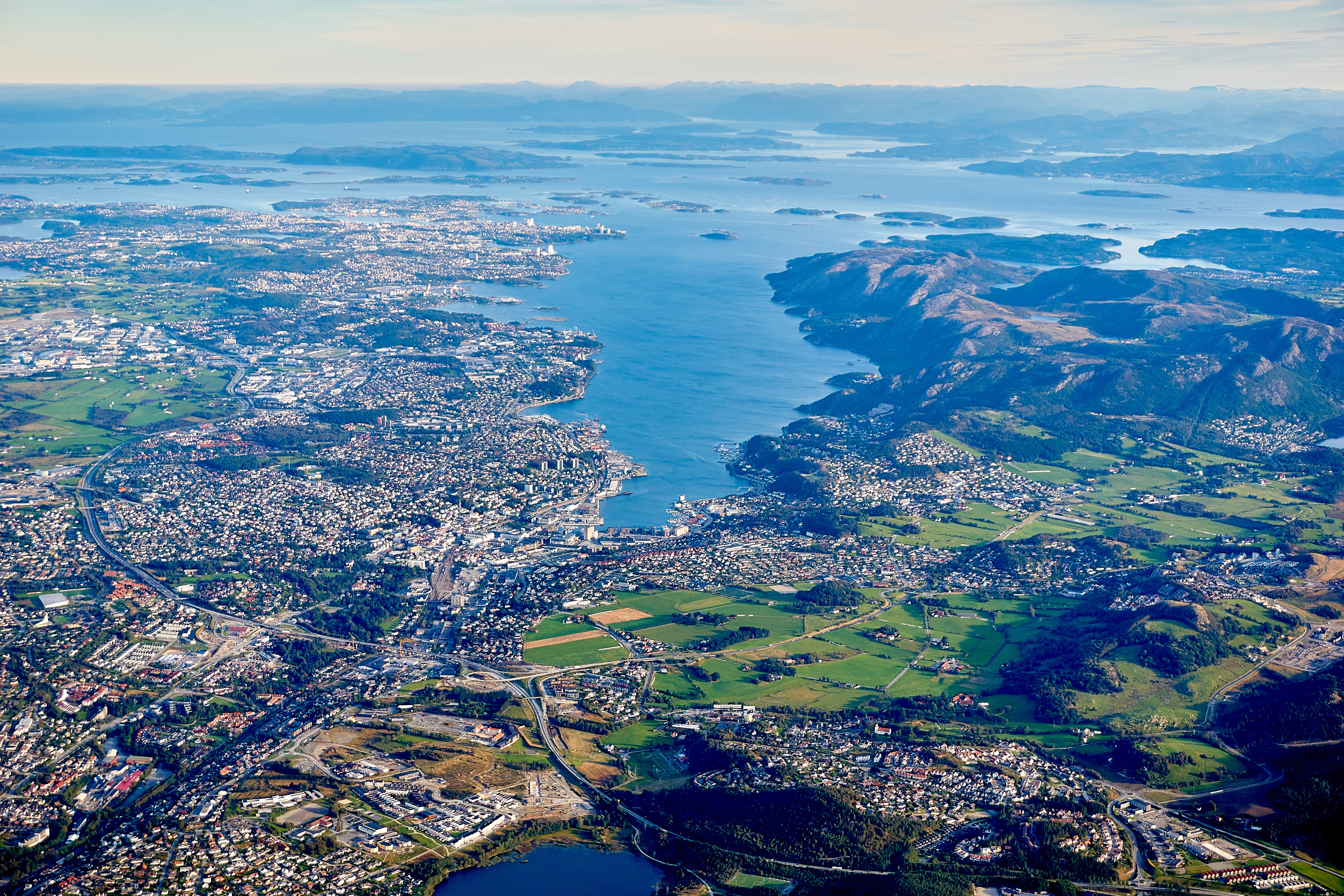
Luftbild von Sandnes Richtung Norden

## Geschichte
Stavanger und Sandnes zählten bis 1998 als eigene Tettsteder. In der Statistik des Jahres 1999 wurden sie erstmals gemeinsam aufgezählt. Stavanger hatte zuvor im Jahr 1990 94.159 Einwohner, Sandnes hatte 32.616. Es wird vom statistischen Zentralbüro Norwegens allerdings davon ausgegangen, dass die Einwohnerzahl für Stavanger um etwa 4000 zu niedrig angegeben wurde.
Im Jahr 2000 zählte Stavanger/Sandnes 162.083 Einwohner und erstreckte sich über eine Fläche von 69,80 km². Bis 2011 wuchs der Tettsted auf 197.852 Einwohner an. Die Fläche war auf 80,92 km² angestiegen. Von 2012 auf 2013 sank die Fläche von 81,23 auf 71,71 km², die Einwohnerzahl stieg allerdings trotzdem an. Zu dem Flächenrückgang kam es unter anderem auch deshalb, da Vatne in Sandnes erneut als eigener Tettsted mit 910 Einwohnern gewertet wurde und mit Vassøy in Stavanger und Kolnes in Sola zwei neue Tettsteder gebildet wurden. Vassøy hatte im Jahr 2013 709 und Kolnes 428 Einwohner. Im Jahr 2017 ging Tananger in Stavanger/Sandnes über. Im Jahr 2020 wurden 228.287 Einwohner auf 79,72 km² erreicht.

## Verkehr
Durch den Tettsted führen unter anderem die Europastraße 39 (E39) und die Bahnlinie Jærbanen. In der Kommune Sola liegt der Flughafen Stavanger. Dieser befindet sich etwas westlich des Stadtgebietes.